# Rave
Muzica rave (de la verbul englezesc: to rave) este înrudită cu cea electronică, dance (și electronic dance), asociată direct cu petrecerile rave. Termenul „rave” este folosit pentru a descrie muzica ce depinde foarte mult de „samples” și energia intensă ce o emite. Inițial, termenul de „rave” era considerat drept un gen deosebit, o combinație de breakbeat cu hardcore techno. La începutul anului 1990 au apărut The Prodigy, Acen, Utah Saints, formații ale căror melodii erau interpretate nopți întregi.
În anul 2000, termenul „rave” a început să se refere la oricare dintre diferitele stiluri, cântate la o petrecere rave. Practic, s-a ajuns ca termenul să fie caracteristic mi degrabă pentru un eveniment decât pentru un gen muzical.